# Heinrich Böll
Heinrich Theodor Böll (Colonia, 21 de diciembre de 1917-Langenbroich, Renania del Norte-Westfalia, 16 de julio de 1985) fue un escritor alemán, figura emblemática de la literatura alemana de posguerra, también llamada "literatura de escombros". En 1972 le fue concedido el Premio Nobel de Literatura. La Academia Sueca destacó que «por su combinación de una amplia perspectiva sobre su tiempo y una habilidad sensible en la caracterización ha contribuido a la renovación de la literatura alemana».

## Biografía

### Juventud y periodo de guerra (1917-1945)
Böll nació en Colonia (Renania del Norte-Westfalia), el 21 de diciembre de 1917, en una familia trabajadora. Entre 1924 y 1928 acudió a la escuela elemental de Köln Raderthal, y de 1928 a 1937 realizó sus estudios de secundaria en Colonia. 
Con solo quince años, el 1 de mayo de 1933, vio marchar en su ciudad a las columnas de SA. Esta experiencia, sumada a la detención de los compañeros de sus hermanos, fue decisiva para él. El joven Böll se opuso al Partido Nazi y ejerció el derecho de no unirse a las Juventudes Hitlerianas. A finales de junio de 1934, tuvo lugar en Alemania la llamada Noche de los cuchillos largos, que posibilitó la ocupación del Rin por parte del Reichswehr, convertido en la Wehrmacht en marzo de 1935. En Colonia, el NSDAP no consiguió, en las elecciones de marzo de 1934, más que el 33 % de los votos; en otoño, después de la ocupación de la ciudad, obtuvo el 78 %, y Hermann Göring fue nombrado ciudadano de honor de la ciudad. Böll contó siempre que estuvo entre los pocos estudiantes que no se unieron a las Juventudes Hitlerianas. Los maestros de la escuela católica, cuya calma estaba transmitiendo a Böll - como la Iglesia - la resistencia pasiva, eran en su mayoría demócratas. Uno de sus profesores, el escritor Gerhard Nebel, de 31 años, que era profesor suplente y tuvo el valor de desmontar "Mein Kampf" en el curso de alemán y atrajo la atención de sus estudiantes sobre Ernst Jünger, con quien mantuvo una correspondencia constante e intensa. 
Su primer contacto con la literatura lo tuvo en 1937, trabajando en una tienda de libros y objetos antiguos que abandonó un año más tarde para dedicarse a la escritura. Durante la Alemania nazi marchó a un campo de trabajo del régimen, que era lo único que le podría permitir en el futuro entrar en la Universidad[cita requerida]. Cuando estaba a punto de matricularse para cursar estudios de Filología Alemana, en el verano de 1939, fue reclutado para la Wehrmacht (ejército alemán).
Durante la Segunda Guerra Mundial luchó en Polonia, Francia, Rumanía, Hungría y la Unión Soviética, casándose durante un permiso en 1942. Fue capturado como prisionero por el Ejército estadounidense en la primavera de 1945 y estuvo en campos de detenidos en Francia y Bélgica. Durante este tiempo murió su primer hijo.

### La posguerra (1945-1952)
Encontró a su mujer en el pequeño pueblo de Neßhoven cerca de Colonia. Annemarie trabajaba en una librería y Böll en el taller familiar de carpintería junto a sus hermanos. En Colonia, por entonces en ruinas, el trabajo no le faltaba. Comenzó de nuevo a escribir mientras reparaba al mismo tiempo su casa destruida por los bombardeos. 
Böll se inscribió nuevamente en la universidad, en especial con el fin de obtener una tarjeta de racionamiento y tener algunos semestres de estudios en su historial. También trabajó en el taller de carpintería de su hermano Alois. El papel de sostén de la familia se mantuvo sin embargo por Annemarie Böll, que antes de convertirse en una traductora literaria de renombre, disfrutó de un trabajo estable como profesora. Böll escribió sus dos primeras novelas, Kreuz ohne Liebe y Der Engel Schwieg, así como muchos relatos con las experiencias de la guerra y los problemas de la época. 
En 1947, Böll envía sus primeros cuentos a diversos periódicos y revistas. Interrumpió sus estudios por un semestre, pero no los reanudará. Annemarie y él tienen un nuevo hijo, Raimund, que con el tiempo sería escultor y renunció a la enseñanza de forma temporal. Los cónyuges traducen todos sus textos al idioma inglés y entran en una relación con la editorial Friedrich Middelhauve, de Opladen. Luego vino el nacimiento del segundo hijo, René. En 1948, se convirtió en escritor a tiempo completo, pero no empieza a vivir de su obra hasta 1951. En 1949 apareció la primera novela publicada: El tren llegó puntual. Como los ingresos de sus publicaciones no le permiten alimentar a su familia con desahogo, solicitó varios puestos de trabajo. En una carta al lector editorial, escribió: «Creo que es en cualquier caso imposible responder a los repetidos sacrificios de mi familia, aunque a veces creo que tengo que pagar un impuesto, la literatura no vale, después de todo, una sola hora de desolación de mi esposa y mis hijos». 
En 1950, mientras trabajaba para el servicio estadístico de Colonia aparece su primera colección de cuentos, La muerte de Lohengrin. Después nació su tercer hijo, Vincent. 1951 es el año de su entrada real en la escena literaria. Invitado por el Grupo 47 en Bad Durkheim, es el ganador del año para su novela Las ovejas negras y hace amistad con Hans Richter y Alfred Andersch.  También se publica su novela ¿Dónde estabas, Adam?. Después firmó un contrato de derechos de autor con la editorial Kiepenheuer & Witsch en Colonia.

### Los años del milagro alemán (1953-1963)
En este período de su obra literaria, Böll aborda los problemas actuales de la República Federal de Alemania. La situación política se está convirtiendo, cada vez más, objeto de numerosos ensayos. Su novela Haus ohne Hüter (Los hijos de los muertos) se publicó en 1954. Hizo su primer viaje a Irlanda. En 1955 se le concedió el premio de los editores franceses a la mejor novela extranjera para Los hijos de los muertos. El mismo año se convirtió en miembro del PEN club alemán. 
El levantamiento de Budapest y los acontecimientos que siguieron en 1956, así como la crisis de Suez movilizaron a 105 personalidades de la vida cultural entre los cuales estaban Albert Camus, Jean-Paul Sartre, Pablo Picasso y Heinrich Böll. 1957 vio el lanzamiento de su Diario de Irlanda. Un año más tarde, Boll ganó varios premios. En cambio, su Carta a un joven católico, que debía emitirse por la radio, no se difunde ya que su crítica del catolicismo de la posguerra se considera demasiado agria. Aparece Los silencios del doctor Murke y otras sátiras que se publicó en 1958. Al año siguiente se publica la novela Los dos sacramentos y recibe varios premios literarios.
Se convirtió en cofundador de la biblioteca Germania Judaica de Colonia, que reúne documentos históricos del judaísmo alemán. Su padre murió en Colonia. A principios de 1960 Böll aumentará aún más su crítica de la Iglesia Católica, a la que criticó tener un compromiso político unilateral. Es coeditor de la revista Laberinto en la que, sobre una base cristiana, tiene un proyecto contra el sistema social y político vigente. En 1960, recibió el Premio Veillon (para una novela en idioma alemán) por Billard um Halbzehn (Billar a las nueve y media).
En 1961 fue invitado de honor de la Academia Alemana de Villa Massimo de Roma. Después de la construcción del muro de Berlín, se produce una controversia pública virulenta en relación con la participación de escritores como «la conciencia de la nación». Se hace un llamamiento por 23 escritores, entre los cuales está Böll, para que todos los sectores de Berlín puedan convertirse en la sede de la ONU. El año 1962 ve el lanzamiento de dos nuevos libros Als der Krieg ausbrach (Cuando estalló la guerra) y Als der Krieg guerra zu Ende (Cuando la guerra había terminado) y Böll hace un viaje a la Unión Soviética. En 1963 aparece su libro más conocido Ansichten eines Clowns, (Opiniones de un payaso).

### La consagración (1964-1969)
El compromiso político Heinrich Böll siguió creciendo. Escribió ensayos de temática política a expensas de sus novelas y cuentos. Se publica el relato Alejamiento de la tropa. Heinrich Böll da un curso de poética en la Universidad de Frankfurt del Main, donde desarrolló su «estética de lo humano». A los ataques de la prensa de la República Democrática Alemana (RDA) contra el poeta y compositor Wolf Biermann, Heinrich Böll responde con una serie de artículos. En 1966 se publica la novela Acto de servicio. En 1967 recibe el Premio Georg Büchner de la Academia Alemana de la Lengua y la Poesía (Akademie für Deutsche Sprache und Dichtung). Böll enferma gravemente. En una manifestación en contra de las medidas de emergencia previstas Böll habla a 70 000 personas. Con Louis Aragon y Jean-Paul Sartre, fue invitado, el mismo año por la Federación de escritores checoslovacos, para participar en una visita a Praga. Böll aceptó la invitación en agosto, y se convierte en testigo de la invasión de Checoslovaquia por la URSS y los otros miembros del Pacto de Varsovia, que terminaron con los intentos de democratización emprendidos por el gobierno de Alexander Dubček. El 8 de junio de 1969 en la reunión constituyente de la Federación de los escritores alemanes, que incluía escritores, críticos y traductores literarios, Böll hizo un discurso sobre el Fin de la modestia.

### Los años de plomo (1970-1980)
Con el éxito en las elecciones de 1969 los socialdemócratas y el nuevo gobierno de Willy Brandt, Böll ve una abertura en la política con más fuertes fundamentos morales que en el pasado. Sin embargo, la situación política en Alemania Occidental está experimentando tensiones debido a la creciente terrorismo de la RAF. Con otros escritores, Böll se enfrenta a la derecha y sus órganos de prensa que a veces contribuyen a aumentar el terrorismo. Se refuerzan las medidas de seguridad en la República Federal Alemana. En el primer Congreso de la Federación de los escritores alemanes, Böll, en presencia de Willy Brandt, habla de la situación política. Böll fue elegido presidente del PEN club de la República Federal Alemana. Un año más tarde en el 38 Congreso en Dublín fue elegido presidente del PEN club Internacional. Se publica su novela Retrato de grupo con señora. En 1972, mientras el terrorismo y la RAF están en los titulares, un taxista denuncia a la policía por sospechar de dos pasajeros que llevaba a casa de Böll. En realidad eran un profesor universitario y su esposa. La casa de Böll y el pueblo fueron rodeados por la policía armada y el hogar del escritor fue registrado. 
El 10 de septiembre de 1972, Heinrich Böll fue galardonado con el Premio Nobel de Literatura en Estocolmo. Dado el resurgimiento de escritores e intelectuales perseguidos en todo el mundo, en Occidente y en Oriente, Böll reivindica el abandono del concepto hipócrita de no interferencia en los asuntos internos de otros estados. Entre los países en los que se procesa a los intelectuales cita a la Unión Soviética, Turquía, España, Brasil y Portugal. El escritor ruso Alexandr Solzhenitsyn, que fue detenido en 1974 y deportado de la Unión Soviética después de fuertes protestas, encuentra refugio en casa de Böll. Se publica su novela El honor perdido de Katharina Blum, subtitulada Cómo puede nacer de la violencia y donde puede conducir. Böll obtiene la Medalla Carl von Ossietzky de la Liga Internacional para los Derechos Humanos. El honor perdido de Katharina Blum fue adaptada al cine en la película de Volker Schlöndorff y Margarethe von Trotta. 
En 1976 Böll se aparta de la Iglesia Católica. En 1977 se estrena la película Retrato de grupo con señora. Después del secuestro y asesinato de Martin Schleyer, una nueva campaña de prensa vuelve a situar a Heinrich Böll y otros intelectuales en el centro de atención. En 1978, un comité internacional, del que es un miembro de Böll, solicitó al presidente de Corea del Sur, en nombre de la humanidad, liberar al autor Kim Chi-Ha, en régimen de aislamiento. En 1979, el periodista Rupert Neudeck fundó la organización humanitaria "Un barco para Vietnam", a la que se adhiere Böll, y de la que nace en el año 1982 el Comité Cap Anamur / SOS médicos alemanes. El propósito de esta iniciativa es fletar un barco para rescatar a los fugitivos en el mar vietnamita. Böll se niega a recibir la Cruz Federal del Mérito que el presidente Walter Scheel le debe otorgar. Se publica la novela Fürsorgliche Belagerung (Asedio preventivo). En diciembre de 1979, cuando Böll está de viaje en Ecuador, una enfermedad vascular lo obligó a someterse a cirugía en Quito. Después de una reunión con una delegación de mujeres de Bolivia, Böll está a favor de la intervención de una comisión internacional para investigar la situación en Bolivia después del golpe de la junta militar. De regreso en Alemania, es operado de nuevo.

### Los años finales (1981-1985)
Heinrich Böll, enfermo y debilitado pero siempre comprometido con el pacifismo apoya al Partido Verde ecologista fundado un año antes.
La primera biografía detallada de Böll se publicó en 1981 con el título: ¿Pero qué va a ser de este niño?. Böll apoya el llamamiento de los escritores europeos contra la bomba de neutrones y el aumento del potencial militar. El 10 de octubre de 1981 Böll, durante una manifestación por la paz habla a cerca de 300 000 personas en Bonn. Parte de su casa en la región de Eifel fue quemada maliciosamente. En una conferencia de prensa en Bonn, Böll protesta en 1982 contra las condiciones políticas nacionales polacas y el régimen militar. Raimund, el segundo hijo de cuatro que tuvo Böll, murió de cáncer a los 35 años. Después de algunas discusiones acerca de la redacción, el Consejo de la ciudad de Colonia nombra a Heinrich Böll ciudadano de honor. El estado federal de Renania del Norte-Westfalia le otorgó el título de profesor. En 1983, Böll pide en una carta abierta al secretario general del partido comunista soviético Yuri Andrópov levantar la prohibición del Premio Nobel Andreï Sakharov. En un comunicado, los escritores de seis países, entre ellos Böll, se oponen a los intentos evidentes del gobierno de Estados Unidos para derrocar al gobierno sandinista en Nicaragua. Böll está comprometido en la campaña electoral de los Verdes. En septiembre, participó en el bloqueo de la base militar de Estados Unidos de Mutlangen que tiene armas nucleares. En 1984, Heinrich Böll fue nombrado Comandante de la Orden de las Artes y las Letras por el ministro de Cultura francés Jack Lang. 
En 1985, por último, con motivo del cuadragésimo aniversario de la capitulación de la Wehrmacht, se publican Cartas a mis hijos o cuatro bicicletas. A principios de junio, Böll de nuevo debe ser hospitalizado y operado. Heinrich Böll murió en la mañana del 16 de julio de 1985 en su casa en el pueblo de Langenbroich, cerca de la ciudad de Düren, con su esposa Annemarie en su cabecera. Heinrich Böll fue enterrado el 19 de julio en Bornheim-Merten, en presencia de una gran multitud de compañeros, hombres y mujeres de la vida política, incluyendo el presidente alemán Richard von Weizsäcker. Después de su muerte, muchas escuelas, colegios y escuelas secundarias tomaron el nombre de Heinrich Böll. En noviembre de 1987, la Fundación Heinrich Böll fue fundada en Colonia por iniciativa de los amigos del escritor y la familia.
Escritor ágil y de estilo fino, desde una posición católica fue crítico con la xenofobia y el extremismo de derecha en Alemania.

## Obras
- Der Mann mit den Messern (1948)

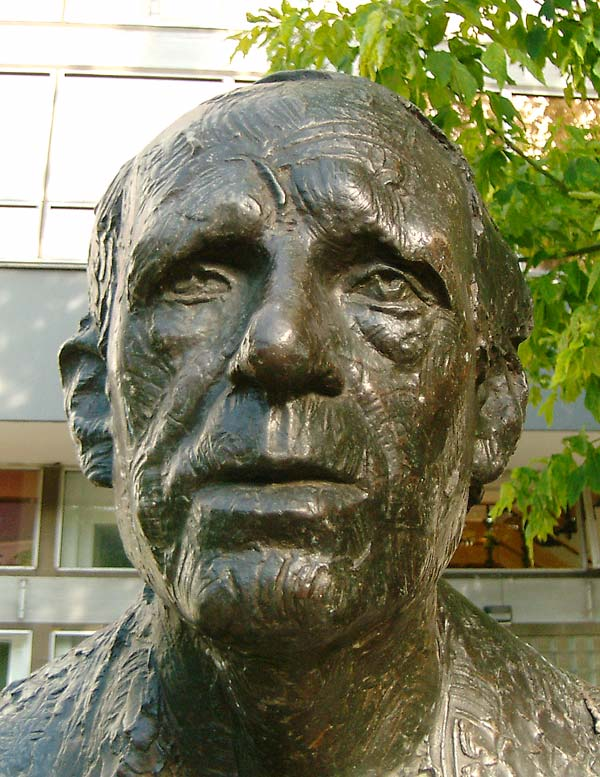
Estatua de Böll en Berlín.

- Der Zug war pünktlich (El tren llegó puntual, 1949)
- Wanderer, kommst du nach Spa… (Caminante, si vienes a Spa..., 1950)
- Die schwarzen Schafe (en España, publicado como Mi triste cara; Las ovejas negras, 1951)
- Wo warst du, Adam? (¿Dónde estabas, Adán?, 1951)
- Nicht nur zur Weihnachtszeit (1952)
- Die Waage der Baleks (1953)
- Und sagte kein einziges Wort (Y no dijo ni una palabra, 1953)
- Haus ohne Hüter (Casa sin amo, 1954)
- Das Brot der frühen Jahre (El pan de los años mozos, 1955)
- Irisches Tagebuch (Diario irlandés, 1957)
- Im Tal der donnernden Hufe (1957).
- Die Spurlosen (1957)
- Der Bahnhof von Zimpren. En: Die Zeit (1958)
- Doktor Murkes gesammeltes Schweigen und andere Satiren (Los silencios del doctor Murke y otras sátiras, 1958)
- Billard um halbzehn (Billar a las nueve y media, 1960)
- Erzählungen, Hörspiele, Aufsätze (1961)
- Ein Schluck Erde. Drama (UA Düsseldorf 1961)
- Als der Krieg ausbrach. Als der Krieg zu Ende war (1962).
- Ansichten eines Clowns (Opiniones de un payaso, 1963)
- Entfernung von der Truppe (Alejamiento de la tropa, 1964)
- Ende einer Dienstfahrt (Acto de servicio, 1966)
- Hausfriedensbruch (1969)
- Gruppenbild mit Dame (Retrato de grupo con señora, 1971)
- Erzählungen 1950-1970 (Algo va a suceder y otros relatos: 1950-1970, 1972)
- Die verlorene Ehre der Katharina Blum (El honor perdido de Katharina Blum, 1974)
- Berichte zur Gesinnungslage der Nation (1975)
- Du fährst zu oft nach Heidelberg und andere Erzählungen (El viaje a Heidelberg y otros cuentos, 1979)
- Fürsorgliche Belagerung (Asedio preventivo, 1979)
- Was soll aus dem Jungen bloß werden? Oder: Irgendwas mit Büchern (1981)
- Das Vermächtnis (publicado en España como El legado; La herida y otros relatos, 1982)
- Die Verwundung und andere frühe Erzählungen (1983)[8]
- Frauen vor Flußlandschaft (Mujeres a la orilla del río, 1985)

Publicados póstumamente:
- Der Engel schwieg (El ángel callaba, 1992)
- Der blasse Hund (1995)
- Kreuz ohne Liebe (Cruz sin amor, 2003).
- Am Rande der Kirche (2004)
- Man möchte manchmal wimmern wie ein Kind. Die Kriegstagebücher 1943-1945 (2017)

## Eponimia
El asteroide (7873) Boll fue nombrado así en su honor.